# شيل ماغنه بونديفيك
شيل ماغنه بونديفيك (بالنرويجية: Kjell Magne Bondevik) (مواليد 3 سبتمبر 1947) هو قس مسيحي لوثري وسياسي (الحزب الديمقراطي المسيحي) من النرويج. شغل منصب رئيس وزراء النرويج من عام 1997 إلى عام 2000، ومن عام 2001 إلى عام 2005، مما جعله رئيس الوزراء الأطول مدةً من خارج حزب العمال منذ الحرب العالمية الثانية. وهو حاليا رئيس مركز أوسلو للسلام وحقوق الإنسان، الذي أسّسه عام 2006.

## سيرته السياسية
خدم بونديفيك كعضو في البرلمان النرويجي عن الحزب الديمقراطي المسيحي بين عامي 1973 و2005، وكان زعيم كتلة حزبه في البرلمان ورئيسا للحزب لفترات عديدة. كما خدم كوزير للخارجية (1989–1990) ووزير للكنيسة والتعليم (1983–1986) ونائبا لرئيس الوزراء (1985–1986).
تشكّلت حكومة بونديفيك الائتلافية الأولى في 17 أكتوبر 1997 بتحالف بين الحزب الديمقراطي المسيحي وحزب الوسط والحزب الليبرالي. وتم سحب الثقة من الحكومة في مارس 2000 واستُبدِلت بحكومة رأَسها ينس ستولتنبرغ.
ولكن بونديفيك نجح في تشكيل حكومة ائتلافية جديدة في انتخابات 2001 بتحالف بين الحزب الديمقراطي المسيحي وحزب المحافظين والحزب الليبرالي. وقد نجحت هذه الحكومة في تقوية الاقتصاد واستمرت حتى انتخابات 2005.
أعلن بونديفيك اعتزاله الحياة السياسية على المستوى الوطني في نهاية فترة ولايته الثانية كرئيس للوزراء، ولم يسع لاستعادة مقعده في البرلمان. وفي أكتوبر 2006 نشر مذكّراته التي أطلق عليها اسم Et liv i spenning «حياة من الإثارة والتوتر».

## روابط خارجية
- شيل ماغنه بونديفيك على موقع IMDb (الإنجليزية)
- شيل ماغنه بونديفيك على موقع الموسوعة البريطانية (الإنجليزية)
- شيل ماغنه بونديفيك على موقع مونزينجر (الألمانية)
- شيل ماغنه بونديفيك على موقع إن إن دي بي (الإنجليزية)